# روکاسپارورا
روکاسپارورا (به ایتالیایی: Roccasparvera) یک کومونه در ایتالیا است که در استان کونیو واقع شده‌است. روکاسپارورا ۱۱٫۰ کیلومتر مربع مساحت و ۷۳۷ نفر جمعیت دارد و ۶۷۴ متر بالاتر از سطح دریا واقع شده‌است.